# مقدونيا (مصطلح)

المنطقة الجغرافية المعاصرة لمنطقة مقدونيا ليست معرّفة رسميًا من قبل أي منظمة دولية أو دولة. في بعض السياقات، يبدو أنها تمتد على خمس دول ذات سيادة حالية (ست إذا احتُسبت كوسوفو، المتنازع عليها مع صربيا): ألبانيا، بلغاريا، اليونان، مقدونيا الشمالية، كوسوفو، وصربيا. لمزيد من التفاصيل، انظر قسم "الحدود والتعاريف" في مقدونيا

الاسم مقدونيا يُستخدم في عدد من المعاني المتنافسة أو المتداخلة لوصف مناطق جغرافية وسياسية وتاريخية، ولغات وشعوب، في جزء من جنوب شرق أوروبا. وقد كان مصدرًا رئيسيًا للجدل السياسي منذ أوائل القرن العشرين. وتتعقّد الحالة بسبب استخدام مجموعات عرقية مختلفة لمصطلحات مختلفة لنفس الكيان، أو نفس المصطلحات لكيانات مختلفة، مع دلالات سياسية متباينة.
تاريخيًا، شهدت المنطقة حدودًا متغيّرة بشكل ملحوظ عبر شبه جزيرة البلقان. وجغرافيًا، لا توجد أي تعريفات موحّدة لحدودها أو لأسماء تقسيماتها الفرعية تحظى بقبول جميع العلماء أو الجماعات العرقية. أما ديموغرافيًا، فهي مأهولة أساسًا بأربع جماعات عرقية، ثلاث منها تُعرّف نفسها بأنها مقدونية: اثنتان، بلغارية ويونانية على المستوى الإقليمي، والثالثة مقدونية عرقية على المستوى الوطني. أما لغويًا، فإن أسماء وانتماءات اللغات واللهجات المحكية في المنطقة تُعد مصدرًا للجدل. وسياسيًا، فإن حقوق استخدام اسم مقدونيا ومشتقاته أدّت إلى نزاع دبلوماسي بين اليونان ومقدونيا الشمالية. وبعد استخدام الاسم المؤقت "جمهورية مقدونيا اليوغوسلافية السابقة"، توصّلت اليونان وجمهورية مقدونيا حينها إلى اتفاق يقضي بأن تُغيّر الأخيرة اسمها إلى مقدونيا الشمالية. ودخل الاتفاق حيز التنفيذ في 12 فبراير 2019.

## الأصل اللغوي
الاسم مقدونيا مشتق من الكلمة اليونانية Μακεδονία (ماكيدونيا)، وهي مملكة (ثم منطقة) سُمّيت نسبةً إلى المقدونيون القدماء، من الكلمة اليونانية Μακεδόνες (ماكيدونيس)، أي "المقدونيون"، ويُفسَّر أصلها بمعنى "الطوال" أو "سكان المرتفعات". والكلمة Μακεδνόν (ماكيدنون) وردت أول مرة لدى هيرودوت باعتبارها الاسم الذي كانت تُعرف به الإثنية اليونانية (التي سُميت لاحقًا الدوريون) عندما استقرت حول سلسلة جبال بيندوس. والكلمة ماكيدنون مرتبطة بالصفة في اليونانية القديمة μακεδνός (ماكيدنوس)، والتي تعني "طويل، نحيف"، وقد وردت لدى هوميروس وهيسيخيوس السكندري بصيغة المؤنث μακεδνή (ماكيدنيه)، بمعنى "طويلة". وهي مرتبطة اشتقاقيًا بالكلمتين μακρός (ماكروس، "طويل، ضخم") وμήκος (ميكوس، "الطول")، وكلتاهما مشتقة من الجذر الهندو-أوروبي البدائي *mak-، والذي يعني "طويل، نحيف". وقد ادعى اللغوي روبرت بيكس أن كلا المصطلحين من أصل ما قبل اليونانية ولا يمكن تفسيرهما وفقًا لبنية اللغة الهندو-أوروبية؛ غير أن دي ديكر يرى أن حججه غير كافية.